# 청력검사

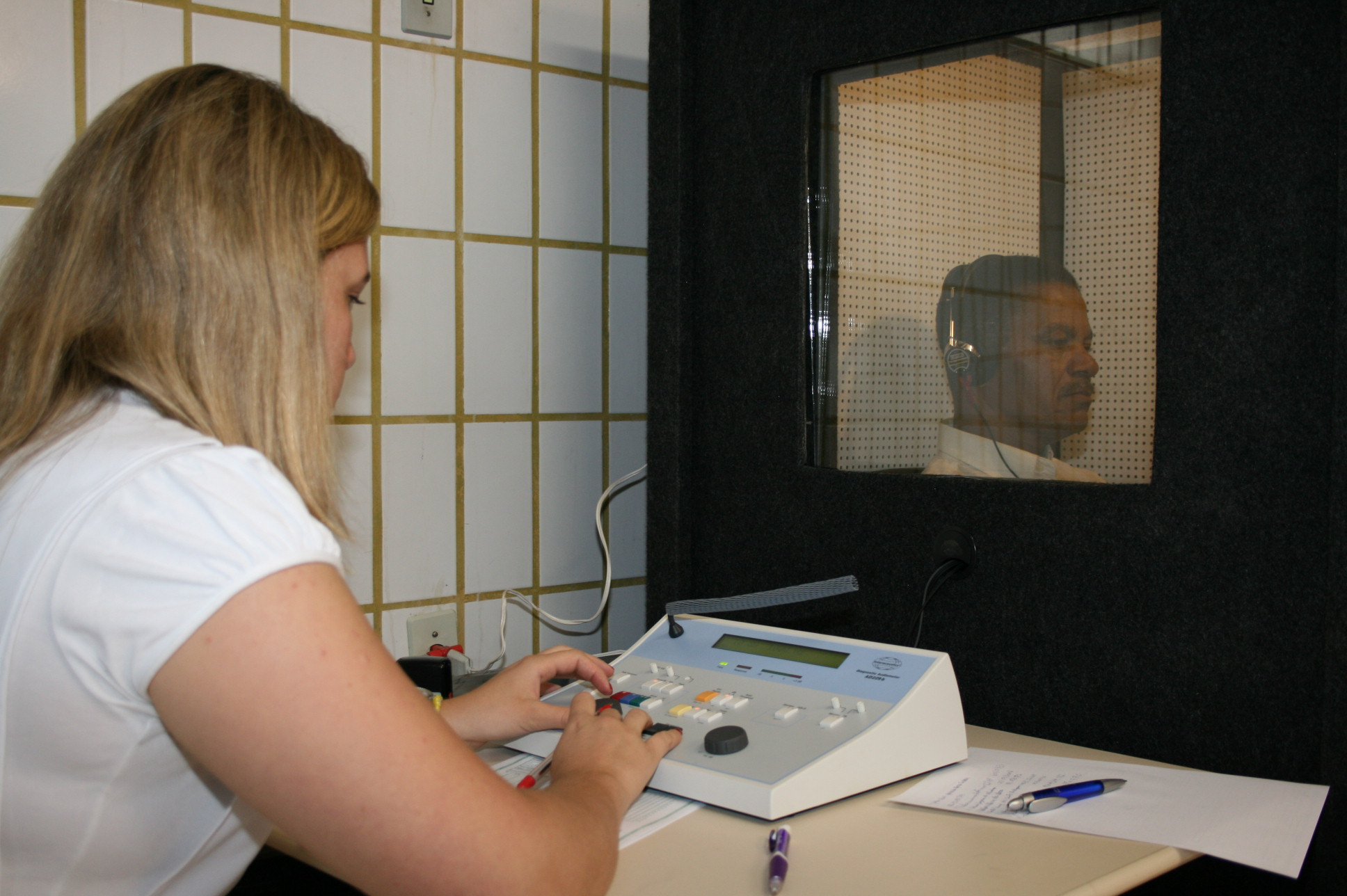

청력검사(聽力檢査), 히어링 테스트(hearing test)는 인간의 청력 감수성을 평가하는 검사로, 대개 청각학자가 오디오미터를 이용하여 수행한다. 오디오미터는 여러 주파수대에서 인간의 청력 감수성을 평가하기 위해 사용된다. 웨버 시험, 린네 시험 등 여러 청력검사가 존재한다.

## 귀 검사
청력 검사에 앞서 환자의 귀는 일반적으로 검이경으로 검사되어 귀지가 없는지, 고막이 손상되지 않았는지, 귀가 감염되지 않았는지, 중이에 체액이 없는지를 확인한다.

## 순음청력검사
표준이자 가장 일반적인 유형의 청력 테스트는 순음청력검사로, 250Hz에서 8000Hz까지의 8가지 표준 주파수 세트에서 각 귀의 공기 전도 및 골전도 역치를 측정한다. 테스트는 외부 청력계에 연결된 한 쌍의 폼 인서트 또는 상부 헤드폰을 사용하여 사운드 부스에서 수행된다. 테스트 결과는 테스트된 주파수에서 개인의 청력 민감도를 나타내는 청력도 다이어그램이다. 청력도에서 "x" 플롯은 왼쪽 귀의 각 특정 주파수에서 들리는 가장 부드러운 역치를 나타내고, "o" 플롯은 오른쪽 귀의 각 특정 주파수에서 들리는 가장 부드러운 역치를 나타낸다. 특별한 상황에서 사용될 수 있는 8000Hz ~ 16000Hz 이상의 주파수를 테스트하는 고주파수 버전의 테스트도 있다.